# Die freudlose Gasse
Die freudlose Gasse ist ein Stummfilm des Regisseurs Georg Wilhelm Pabst, gedreht im Jahr 1925 in Deutschland und uraufgeführt am 18. Mai 1925 in Berlin. Es ist die bekannteste Verfilmung eines Werkes von Hugo Bettauer und zudem einer der ersten Filme, die der Strömung der Neuen Sachlichkeit zugerechnet werden.

## Handlung
Der Film spielt im Jahre 1921.
In der Melchiorgasse in einem Armenviertel von Wien gibt es neben verarmten Bürgern und Lumpenproletariat nur zwei wohlhabende Menschen: den Fleischer Josef Geiringer und Frau Greifer, die einen Modesalon mit angeschlossenem Nachtklub betreibt. In diesen zieht es die wohlhabenden Bürger Wiens. An den Nachtklub angegliedert ist das Stundenhotel „Merkl“, in dem u. a. Frauen ihren bei Frau Greifer aufgenommenen Kredit oder unbezahlte Kleiderkäufe mit sexuellen Dienstleistungen abbezahlen.
Während sich die einen durch einen Aktienbetrug bereichern (sie streuen ein falsches Gerücht, durch das der Kurs einer Kohle-Aktie vorübergehend fällt; Wetten auf fallende Kurse), fallen andere dadurch in die Armut. Derweil geschieht ein Mord an der reichen Frau Lia Leid. Am Schluss stellt sich heraus, dass diese Tat aus Eifersucht von der zum Straßenmädchen „Mizzi“ herabgesunkenen Marie verübt wurde.
Am Ende des Films tötet Else aus Verzweiflung den Fleischer, da dieser ihr kein Fleisch geben will, und die armen Einwohner der Straße wenden sich gegen die Reichen, nachdem sie seltsame Geräusche aus dem Nachtklub hören. Sie beginnen, mit Steinen zu werfen. Dabei entzündet sich das Gebäude, Else und ihr arbeitsloser Mann sterben in den Flammen, können aber noch ihr Kind durchs Fenster nach draußen reichen und so retten. So wird es zum „Kind der Melchiorgasse“. Hoffnung, aus dieser Gasse jemals herauszukommen, besteht am Ende nur für Grete Rumfort. Ihre Beziehung mit einem amerikanischen Rot-Kreuz-Offizier bietet Aussicht auf ein besseres Leben.

## Hintergrund
Die freudlose Gasse wendet sich von expressionistischer Metaphorik ab und der von Inflation gezeichneten Nachkriegsrealität zu. Die Handlung des Films Die freudlose Gasse verläuft in mehreren parallelen Ebenen, die miteinander verwoben sind und am Ende miteinander verschmelzen.
Der auf der Grundlage des 1924 erschienenen Romans von Hugo Bettauer gedrehte Film wurde in nur fünf Monaten realisiert. Autor und Werk waren zu jener Zeit politisch hochbrisant: Rechtsgerichtete Politiker und Presse prangerten Bettauers Werke an, sogar seine „Ausrottung“ wurde gefordert. Noch vor dem Ende der Dreharbeiten wurde der Schriftsteller ermordet.
Die Bauten stammen von Hans Sohnle und Otto Erdmann.
Der Film begründete Georg Wilhelm Pabsts Renommee als führender Regisseur des deutschen Filmrealismus. Die noch heute starke Wirkung des Films beruht nicht zuletzt darauf, dass hier die Handlung getragen wird von den drei genialen Darstellerinnen Asta Nielsen, Greta Garbo und Valeska Gert; übrigens der einzige Film, in dem Asta Nielsen und Greta Garbo gemeinsam auftreten.

## Fassungen und Rekonstruktionen
Trotz eines Happy Ends, das entgegen der literarischen Vorlage als Zugeständnis an die Produzenten und das Publikum gedreht wurde, wurde der Film in vielen Ländern zensiert und gekürzt. Die Fassung, die bei der Uraufführung 1925 in Berlin gezeigt wurde, hatte noch eine Länge von 3738 m. In der Nacht vor der Uraufführung hatte Pabst mit seinem Filmeditor Mark Sorkin noch „einige wichtige Szenen“ entfernt, die der Kinobesitzer bemängelt hatte.
Durch die erste Zensur am 25. Mai 1925 fielen mit etwa 3,5 bis 4 Metern nur relativ wenige Bilder weg (etwa 7,5 Sekunden, ausgehend von 25 Bildern/Sekunde). Auf Antrag hin wurde im darauffolgenden Jahr eine weitere Prüfung durchgeführt, nach der nur noch 3477 Meter übrig blieben. Es gab in der Folge sehr viele unterschiedliche Fassungen des Films, die sich nicht nur in ihrer Länge, sondern auch in ihrer Szenenabfolge unterschieden. In England wurde der Film überhaupt verboten.
In Deutschland wurden mehrere Versuche unternommen, den Film zu rekonstruieren, mit dem Ziel, möglichst nah an die Urfassung, also die der Erstaufführung, heranzukommen. Der erste Versuch geht auf Enno Patalas zurück, der im Jahr 1989 im Münchener Filmmuseum aus drei erhaltenen Kopien des Films eine Fassung zusammengeschnitten hat, die sich eng am Drehbuch Mark Sorkins orientierte.
Von 1995 bis 1998 erfolgte dann unter Federführung Jan-Christopher Horaks die zweite Rekonstruktion im Münchener Filmmuseum, bei der alle bekannten Negativfilme verwendet wurden sowie sämtliche verfügbaren Materialien, aus denen sich Hinweise über die richtige Reihenfolge der Szenen und der Zwischentitel ergaben. Die entstandene Rekonstruktion des Films hat eine Länge von etwa 3000 Metern und dauert 151 Minuten.